# Чуже, Марио
Марио Чуже (хорв. Mario Ćuže; род. 24 апреля 1999, Меткович, Дубровачко-Неретванска) — хорватский футболист, полузащитник клуба «Динамо (Загреб)», выступающий на правах аренды за «Зриньски».

## Биография
Занимался в юношеской команде футбольного клуба «Неретва», с 2013 года — в академии загребского «Динамо». С 2017 года стал привлекаться к играм второй команды клуба во Второй лиге Хорватии. В 2019 году был арендован клубом «Истра 1961», в составе которого дебютировал в хорватской Первой лиге, 26 июля 2019 года выйдя в стартовом составе в матче против запрешичского «Интера» и отличившись дублем. В следующей игре, против «Вараждина», оформил уже хет-трик. Проведя в «Истре» полгода, зимой 2020 года вернулся в «Динамо», где дебютировал в составе основной команды. Летом 2020 года был арендован «Локомотивой»
В феврале 2021 года, на правах аренды, перешёл в украинский клуб «Днепр-1», где провёл полгода. По возвращении в Загреб ни разу не попал в основной состав команды, поле чего снова был арендован «Днепром-1» в июле 2021 года

### Сборная
Вызывался в юношеские сборные Хорватии различных возрастов. За молодёжную сборную Хорватии провёл 8 матчей